# 정윤숙
정윤숙(鄭潤淑, 1956년 9월 23일 ~ )는 충청북도 도의원 출신이며 새누리당 비례대표 19대 국회의원이다. 강은희(새누리당 비례대표) 의원이 여성가족부 장관에 지명되어 의원직을 사퇴하였고, 2016년 1월 의원직을 승계받았다.

## 학력
- 천동초등학교
- 한밭여자중학교
- ~ 1975년: 대전여자고등학교
- ~ 1979년: 충남대학교 수학과 학사

## 경력
- 충청북도 바르게살기협의회 이사
- 1990년 7월 ~ : (주)우정그리닝 대표
- 1999년 11월 ~ 2004년 1월: 한국여성경제인협회 충북지회 회장
- 국제로타리3740지구 총재특별대표
- 2002년 7월 ~ 2006년 6월: 제7대 충청북도의회 의원
  - 제7대 충청북도의회 산업경제위원회 간사
  - 제7대 충청북도의회 의회운영위원회 간사
- 2006년 7월 ~ 2010년 6월: 제8대 충청북도의회 의원
  - 제8대 충청북도의회 산업경제위원회 위원장
  - 제8대 충청북도의회 교육사회위원회 의원
- 2007년: 박근혜 후보 충북경선대책 상황총괄본부장
- 2012년: 여성대통령만들기 운동본부 공동대표
- 충북우수중소기업협의회 감사
- 2012년 9월: 새누리당 여성중앙위원회 상임전국위원
- 2014년 12월: 한국무역보험공사 상임감사
- 2016년 1월 ~ 2016년 5월: 제19대 국회의원 (비례대표/새누리당)
- 2019년 1월 ~ 2021년 12월: 제9대 한국여성경제인협회 회장
- 2024년 3월 ~ 2024년 4월: 제22대 국회의원선거 국민의힘 충북도당 선거대책위원회 고문
- 2024년 3월 ~ 2024년 4월: 제22대 국회의원 선거 국민의힘 김동원 충북 청주 흥덕 선거구 후보 동참 선거대책위원회 공동선대위원장
- 2024년 6월 ~ 2024년 6월: 국민의힘 충북도의회 의장·부의장후보자 선출 선거관리위원회 위원장

## 역대 선거 결과
|  | 22.19% |

|  | 60.32% |

|  | 29.46% |

|  | 42.8% |